# Ментон (Калифорнија)
Ментон (енгл. Mentone) насељено је место без административног статуса у америчкој савезној држави Калифорнија.

## Демографија
По попису из 2010. године број становника је 8.720, што је 917 (11,8%) становника више него 2000. године.
| Група             | 2000.         | 2010.         |
| Белци             | 5.012 (64,2%) | 4.568 (52,4%) |
| Афроамериканци    | 368 (4,7%)    | 438 (5,0%)    |
| Азијати           | 232 (3,0%)    | 352 (4,0%)    |
| Хиспаноамериканци | 1.956 (25,1%) | 3.085 (35,4%) |
| Укупно            | 7.803         | 8.720         |